# Maya Angelou
Maya Angelou, wł. Marguerite Ann Johnson (ur. 4 kwietnia 1928 w St. Louis, zm. 28 maja 2014 w Winston-Salem) – afroamerykańska poetka, pisarka i aktorka odznaczona Narodowym Medalem Sztuk oraz Prezydenckim Medalem Wolności.

## Dzieciństwo
Marguerite Ann Johnson urodziła się  4 kwietnia 1928 r. w St. Louis (w stanie Missouri), jako drugie dziecko Baileya Johnsona i Vivian (Baxter) Johnson. Kiedy Angelou miała trzy lata, a jej brat cztery, małżeństwo ich rodziców zakończyło się, a ojciec wysłał ich do Stamps w Arkansas, samotnie pociągiem, aby zamieszkali z jego matką – Annie Henderson.
Cztery lata później ojciec oddał ją pod opiekę matki w St. Louis. W wieku ośmiu lat była molestowana seksualnie i gwałcona przez partnera matki, mężczyznę o imieniu Freeman. Powiedziała swojemu bratu, który poinformował o tym resztę rodziny. Freeman został uznany za winnego, ale zatrzymano go tylko na jeden dzień. Cztery dni po zwolnieniu Freeman został zamordowany, prawdopodobnie przez wujka Angelou. W efekcie tych zdarzeń Marguerite milczała przez prawie pięć lat.
Według Marci Ann Gillespie i jej współpracowników, którzy napisali biografię o Angelou, to właśnie w tym okresie ciszy Angelou rozwinęła swoją niezwykłą pamięć, miłość do książek i literatury oraz jej zdolność do słuchania i obserwowania otaczającego ją świata.
Kiedy Angelou miała 14 lat, ona i jej brat przeprowadzili się ponownie do matki, która zamieszkała w Oakland w Kalifornii. Podczas II wojny światowej Angelou uczęszczała do California Labor School. W wieku 16 lat została pierwszą (lub jedną z pierwszych) czarnoskórą konduktorką tramwaju linowego w San Francisco.
Trzy tygodnie po ukończeniu szkoły, w wieku 17 lat, urodziła syna Clyde'a (który później zmienił nazwisko na Guy Johnson).

## Życiorys
Jedna z największych poetek aktywistek na rzecz praw obywatelskich dla czarnoskórej ludności w Stanach Zjednoczonych. Najbardziej znana z utworów autobiograficznych: I Know Why the Caged Bird Sings (1969) i All God's Children Need Traveling Shoes (1986). Jej tom poezji, Just Give Me a Cool Drink of Water 'Fore I Die (1971), był nominowany do Nagrody Pulitzera. Oprócz tego wydała wiele innych zbiorów wierszy.
Pod koniec lat 50. współpracowała z Martinem Lutherem Kingiem. W latach 60. współwydawała gazety w Afryce. W latach 70. wróciła do Stanów Zjednoczonych, ciesząc się uznaniem polityków i naukowców. Na życzenie Billa Clintona odczytała swój wiersz On the Pulse of Morning na jego inauguracji prezydenckiej w 1993.
Obok kariery literackiej i społeczno-politycznej Angelou osiągała także sukcesy jako reżyserka, producentka filmowa i telewizyjna oraz aktorka. Jej scenariusz do filmu Georgia, Georgia z 1971 był nominowany do Nagrody Pulitzera. W 1973 otrzymała nominację do Nagrody Tony jako aktorka za Look Away (rola debiutancka). Była pierwszą czarnoskórą kobietą dopuszczoną do Amerykańskiej Gildii Reżyserów. W 1992 wprowadzona do St. Louis Walk of Fame.
W 2022 roku System Rezerwy Federalnej wyemitował dwie upamiętniające ją ćwierćdolarowe monety: srebrną monetę kolekcjonerską oraz towarzyszącą jej monetę okolicznościową.